# 11e régiment d'infanterie coloniale
Le 11e régiment d'infanterie coloniale ou 11e régiment d'infanterie de marine est une ancienne unité de l'armée de terre française. Il stationne en Cochinchine de sa création en 1869 à l'indépendance du Viêt Nam en 1954. Il combat ensuite pendant la guerre d'Algérie.

## Création et différentes dénominations
| Dénomination                                 | Période                           | Événement   |
| -------------------------------------------- | --------------------------------- | ----------- |
| Régiment de marche de Cochinchine            | 1869 - 1888                       | Création    |
| 3e régiment de marche d'infanterie de marine | 1888 - 1889                       |             |
| 11e régiment d'infanterie de marine          | 1890 - 1900,                      |             |
| 11e régiment d'infanterie coloniale          | 1900 - 1958                       |             |
| 11e régiment d'infanterie de marine          | 1958 - fin de la guerre d'Algérie | Dissolution |

Son drapeau est remis au Centre d'entraînement commandos de Quélern créé le 1er juillet 1964, dissous lui-même le 1er juin 1986, puis depuis le 8 mai 2001 au groupement du service militaire adapté de Polynésie française (GSMA de Polynésie française) ainsi que ses traditions.

## Engagements

### Les premières campagnes

#### La création
Les nombreuses expéditions coloniales qui eurent lieu à partir de 1880 nécessitèrent une augmentation considérable des troupes de la Marine. Un décret du 1er mars 1890 dédoubla les anciens régiments ; ceux de nouvelle formation prirent les numéros de 5 à 8, mais il ne leur fut attribué ni compagnie hors rang ni fanfare.
Six régiments furent constitués à 3 bataillons de 4 compagnies, avec un dépôt de 2 compagnies ; les 4e et 8e eurent 4 bataillons de 4 compagnies. Les régiments de marche d'Indochine devinrent les 9e, 10e et 11e régiments d'infanterie de marine, les deux premiers a 3 bataillons, le troisième à 2 bataillons de 4 compagnies. Les six compagnies en garnison à la Nouvelle-Calédonie formèrent le 12e régiment à deux bataillon de 3 compagnies, et les compagnies stationnées dans les autres colonies furent groupées en bataillons ou détachements formant corps dont les effectifs varièrent de quatre à une compagnie.

#### Expédition du Tonkin
Les dernières affaires furent celle de Hué (juillet 1885), la prise de Binh-Dinh, du fort de Ben-Mé (juillet 1886), les opérations dans la région de Lào Cai (janvier et février 1887) et celles du bassin de la rivière Noire (colonne Pernot, 1887-1888). À cette époque, les unités de marche avaient formé les 9e, 10e et 11e régiment d'infanterie de marine.
La pacification du pays se fit avec le général Gallieni qui, de 1892 à 1896, nettoya les zones de guérilla et lutta contre le chef rebelle, le De Tham.

#### Révolte des Boxers(1900)
Le 30 juin, un détachement envoyé en toute hâte de Saïgon débarqua à Takou arrivant à temps pour sauver la concession française du Peï-Ho. Il se composait, sous les ordres du lieutenant-colonel Itasse, d'un bataillon du 11e colonial (Feldmann) et d'une batterie d'artillerie de marine (capitaine Joseph).
Le 11 juillet, arrivée du bataillon Roux[Quoi ?].
Le 13 juillet, deux bataillons de marsouins dont un du 11e colonial (Feldmann) attaquèrent les portes de Tien Tsin. Les forts chinois sautèrent sous l'effet des obus français, la ville fut prise. Puis les concessions et légations de Pékin furent délivrées après un siège de 58 jours. Les troupes internationales firent leur entrée dans le palais impérial le 28 août. Le corps d'occupation du général Voyron se chargea des opérations de police qui suivirent.

### Jusqu'à la Première Guerre mondiale
En 1912, le régiment fusionne avec le 12e RIC dissous.
Le 11e est rattaché à la division du Tonkin dont le quartier général est à Hanoï. Caserné à Saïgon, le 11e RIC fait partie, avec le 1er régiment de tirailleurs annamites au camp des Mares (vi), de la 3e brigade d'Indochine. Ces deux régiment sont à quatre bataillons.

### L'entre-deux-guerres
En 1939, le 11e RIC est rattaché à la division de Cochinchine-Cambodge. Il est constitué de trois bataillons, casernés à Saïgon et Thủ Dầu Một. Une de ses compagnies est détachée à Pondichéry en Inde française.

### La Seconde Guerre mondiale
À partir de 1944, le 11e régiment d'infanterie coloniale (11e RIC) devient un détachement motorisé[réf. nécessaire] de Cochinchine, composé des 1er, 2e, 3e et 4e bataillons. Il est constitué de trois bataillons de coloniaux qui deviennent le groupement de marche du 11e RIC, sous le commandement du lieutenant-colonel Runner, et d'un bataillon de fusiliers marins commandé par le capitaine de corvette Picheral. Très motivés, connaissant bien le pays, ils vont se révéler très utiles.

### L'après Seconde Guerre mondiale

#### Guerre d'Indochine
Le 12 septembre 1945, le 11e est envoyé reprendre Saïgon aux mains du Việt Minh[réf. souhaitée].
Le 11e RIC quitte l'Indochine en 1954.

#### Guerre d'Algérie

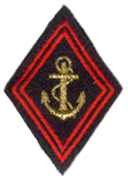
Insigne d'épaule portant l'ancre d'infanterie de marine.

Le Régiment participe à la guerre en Algérie

## Symboles

### Drapeau du régiment
Les noms des batailles et campagnes s'inscrivent en lettres d'or sur le drapeau,:

### Décorations
Sa cravate ne porte aucune décoration.

### Insigne du11erégiment d'infanterie coloniale
Son insigne présente une ancre brochée d’un naja à sept têtes sur fond rouge, le tout chargé l'inscription 11 RIC dans un cercle noir.
Deux autres unités dérivées du 11e RIC ont un autre insigne :
- le bataillon de marche du 11e RIC (1945-1946[10]) porte « de gueules à un vapeur voguant à senestre  sur  une  onde  d’azur,  sommé  en  canton  senestre  d’une  étoile   d’argent  (qui  est  de  la  ville  de  Saïgon).  L’écu  timbré  d’une  couronne  murale  soutenue  d’un  listel  d’argent   chargé des signes : SAIGON – 1890 – 1945 le tout brochant sue l’ancre coloniale d’or portant sur le fer 11 RIC » (homologation G1059[11]) ;
- le CEC - 11e RIMa (1964-1986) porte « écu  ancien  herminé  brochant  sur  une  ancre  de  marine  d’or  à  jas  d’émail  blanc  et  un  poignard  de  sable  et   lame  d’argent  placés  en  sautoir.  Sur  le  jas  de  l’ancre,  l’inscription 11e  RIMa  de  sable,  sur  la  trabe  les   signes 3CEC du même » (homologation G2059[11]).

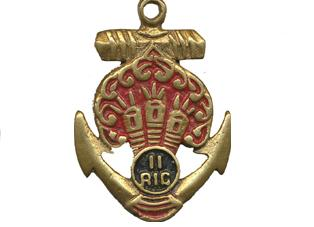
Insigne du 11e RIC.
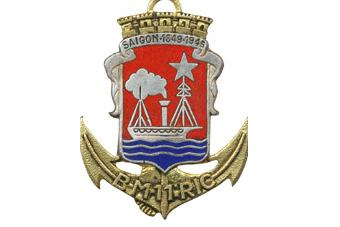
Bataillon de marche du 11e RIC.
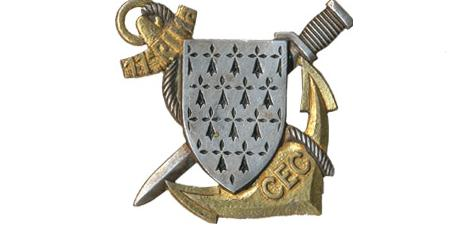
Insigne du 11e RIMa-CEC de Quélern.

### Traditions
La fête des troupes de marine
- Elle est célébrée à l'occasion de l'anniversaire des combats de Bazeilles. Ce village qui a été 4 fois repris et abandonné sur ordres, les 31 août et le 1er septembre 1870.

Et au Nom de Dieu, vive la coloniale
- Les Marsouins et les Bigors ont pour saint patron Dieu lui-même. Ce cri de guerre termine les cérémonies intimes qui font partie de la vie des régiments. Son origine est une action de grâce du révérend père Charles de Foucauld, missionnaire, voyant arriver à son secours les unités coloniales un jour où il était en difficulté avec une tribu locale.

## Personnalités ayant servi au régiment
- Joseph Tardieu (1889-1941), résistant français, Compagnon de la Libération, au 11e RIC de 1910 à 1914.
- Pierre Marchand (1893-1971), général, Compagnon de la Libération, au 11e RIC dans les années 1920 ;
- Michel Larine (1906-1942), Compagnon de la Libération, au 11e RIC de 1933 à 1936 ;
- Henri Amiel (1907-1976), général, Compagnon de la Libération, chef de corps du régiment en 1958 ;
- Auguste Kirmann (1907-1995), Compagnon de la Libération, au 11e RIC en 1927 ;
- Gilbert Forray (1930-2017), chef d'état-major de l'Armée de terre, au 11e RIMa en Algérie.